# الطيب التريكي
الطيب التريكي أديب تونسي ولد سنة 1921 في معتمدية عقارب، عمل بالتدريس وشغل رئاسة تحرير قوس قزح مدة 12 سنة. يدعّم ملتقى الطيب التريكي بعقارب أدبيا ماديا.
كانت ولا تزال الكاتبة وعضو مجلس النواب فاتن الحفيان تربط الصلة بين الطيب التريكي ومدينته التي أحبّها وكتب عنها شجرة اللوز أو ذاكرة قريتي إلى جانب كتاباته الأخرى كسندباد الفضاء وسعيد الحمّال وفرحة الأولاد وغيرها.

## حياته
ولد الطيب التريكي في مدينة عقارب القريبة من صفاقس سنة 1921 وتشير بعض المراجع إلى أنّ ولادته كانت سنة 1920 أمّا وفاته فكانت يوم 31 يناير 2016 وهو في العقد التاسع دون تدقيق للمكان الذي وافاه فيه الأجل المحتوم ولا المقبرة التي آوى إليها إلى الأبد.و ككل أبناء جيله انتسب الطيب التريكي إلى الكتّاب أين حفظ نصيبا من القران وتعلم كتابة الحروف ليلتحق سنة 1927 بالمدرسة الابتدائية في صفاقس حيث تحصل على الشهادة الابتدائية وشهادة السنة السادسة في يونيو 1933.
نجاحه سمح له بمواصلة تعليمه الثانوي في المدرسة الصادقية بتونس العاصمة ليحصل على الجزء الأول من شهادة الباكالوريا سنة 1938 وعلى الجزء الثاني منها في يونيو 1939. وقد التحق بعد ذلك بمعهد الدراسات العليا فرع السربون بتونس لمواصلة تعليمه العالي ليتوج بالحصول على شهادة الإجازة في اللغة والآداب العربية وشهادة التدريس بالمعاهد الثانوية وذلك تباعا سنتي 1943 و 1944 حيث تمّ تعيينه أستاذ للغة العربية في معهد كارنو بالعاصمة.وّ أثناء التدريس، يبدو انه لفت الأنظار بسعة معارفه وطريقة تواصله مع تلاميذه ويعتقد أنّ الطيب التريكي كان ممّن ناضلوا ضدّ الاستعمار الفرنسي ولو بالفكر، والثقافة، والأدب، حيث نشر بعض القصص التي كان يكتبها آنذاك في مجلتي الندوة والفكر ليتمّ تعيينه سنة 1958 مديرا لديوان وزير التربية القومية آنذاك الأديب محمود المسعدي وقد ظل في هذا المنصب حتى سنة 1968 ليقع تكليفه بعد ذلك ببعث ديوان المشاريع الجامعية كما قام أيضا بتأسيس المركز الوطني البيداغوجي، وهو من مؤسسي جمعية المساقبل الثقافي بعقارب سنة 1976. في الأثناء وجبت الإشارة إلى نشاطه الأدبي حيث اهتم الطيب التريكي بأدب الأطفال وقد كتب عدة قصص ونشرها في كتب محلاة بصور ملوّنة وجذّابة للأطفال وكانت لغة القصص سلسلة وأسلوبها جذاب ومشوق خصوصا أنّ بعضها تولى اقتباسه من «ألف ليلة وليلة» كما ألف أيضا للأطفال قصصا عن الأنبياء مقتبسة من القرآن الكريم. ودائما في ظل اهتماماته بأدب الطفل وجبت الإشارة إلى أنّ الطيب التريكي الذي أحيل على التقاعد سنة 1981 تولى إعداد برامج إذاعية موجهة خصيصا للأطفال كما أنّه قام بترجمة الرواية التاريخية (صلامبو) للكاتب الفرنسي «قوسطاف فلوبار» وذلك سنة 2008.
وفي إطار اهتمامه المتواصل بالأطفال وأدبهم شغل الطيب التريكي منصب رئيس تحرير مجلة الأطفال المسماة بقوس قزح وذلك طيلة 12 سنة وفيها نشر حوالي 50 قصّة نقلها من الفرنسية إلى العربية وهي فصص هندية وأفريقية وأوروبية وحتّى صينيّة. هذا الولع بأدب الطفل مكنّه من الحصول على الجائزة القومية في الآداب والفنون (في ميدان ثقافة الطفل) سنة 1989.
كما تمّ في قائم حياته بعث ملتقى أدبي يحمل اسمه في مسقط رأسه عقارب ولكن بعد الثورة التي شهدتها بلادنا في 2011 توقف نشاط هذا الملتقى مثل الكثير من الملتقيات والتظاهرات الأدبية والثقافية.

## مؤلفاته
من قصصه المنشورة:
- «فرحة الأولاد» مطبعة تونس قرطاج عام 1966
- «كلاب السوق» مطبعة تونس قرطاج عام 1996
- «شجرة اللوز» مطبعة تونس قرطاج عام 1993
- «ذاكرة قريتي» مطبعة تونس قرطاج عام 1993
- «سندباد الفضاء»  الطبعة الأولى عام 1977 والطبعة الثانية عام 1993[5]
- «ذاكرة قريتي»

من قصصه حول الأنبياء:
- «يوسف الصديق» مطبعة تونس قرطاج عام 1982
- «عيسى المسيح» مطبعة تونس قرطاج عام 1985
- «موسى كليم الله» مطبعة تونس قرطاج عام 1985
- «يوسف الصديق» مطبعة تونس قرطاج عام 1982، 1982[6]

## أوسمة وجوائز
- الجائزة القومية في الآداب والفنون في ميدان ثقافة الطفل، سنة 1989.

- وسام الاستقلال والشغل والتربية.